# عبد الله المسيكي
عبد الله المسيكي (مواليد 1 يناير 1995) هو لاعب كرة قدم قطري يلعب كمدافع.

## مسيرة اللاعب
لعب في نادي السد ونادي الجيش والنادي العربي ونادي الشحانية ونادي أم صلال.